# Hörspielkino unterm Sternenhimmel
Hörspielkino unterm Sternenhimmel ist eine Reihe von Hörspiel-Aufführungen, die vom Rundfunk Berlin-Brandenburg in Planetarien der Region veranstaltet wird. Diese Veranstaltungsreihe existiert seit 1995 und wurde vom damaligen Ostdeutschen Rundfunk Brandenburg ins Leben gerufen.
Initiator ist der Medien- und Wirtschaftswissenschaftler Lutz Oehmichen, der davon ausging, dass das gemeinschaftliche Zuhören als Kulturtechnik nur dann besonders gut funktioniere, wenn auch den Augen ein entsprechender Reiz angeboten wird. So setzte er den „Sternenhimmel im Planetarium“ als Medium zum gemeinsamen Hören ein und erweiterte damit die Rezeptionsgewohnheit von Hörspielen. Zudem entwickelte Oehmichen ein einheitliches dramaturgisches Konzept zur Aufführung von Hörspielen in Planetarien. Diese neue Konsumgewohnheit, nämlich das gemeinschaftliche Hören bei gleichzeitigem Betrachten des simulierten Planetenlaufes, definiert somit das Medienprodukt "Hörspielkino unterm Sternenhimmel".
Inzwischen (2015) wird die Veranstaltungsreihe vom Rundfunk Berlin-Brandenburg mit Unterstützung des Hörverlag durchgeführt und zählt über 240.000 Besucher. Veranstaltungsorte sind das Zeiss-Großplanetarium und das Planetarium am Insulaner in Berlin. Im Sommer gibt es regelmäßig Open-Air-Veranstaltungen. Diese fanden bereits vor auf der Berliner Museumsinsel, im Schlossgarten des Schloss Charlottenburg und im Britzer Garten statt. Der Besucherrekord bei den Open-Air-Veranstaltungen liegt bei 1.350 Besuchern im Schlossgarten des Schloss Charlottenburg im Jahr 2005.
Im Rahmen dieser Veranstaltungsreihe vergibt radioeins (rbb) seit 2002 einmal jährlich den →radioeins Hörspielkino-Publikumspreis.